# HD 219828
HD 219828 — звезда, которая находится в созвездии Пегас на расстоянии около 265 световых лет от нас. Вокруг звезды обращается, как минимум, одна планета и коричневый карлик.

## Характеристики
HD 219828 — звезда восьмой видимой звёздной величины, впервые упоминается в каталоге Генри Дрейпера. Она представляет собой жёлтый субгигант с массой, равной 1,24 массы Солнца. Температура её поверхности составляет приблизительно 5891 кельвинов. По светимости звезда превосходит Солнце в три с лишним раза.

## Планетная система
В феврале 2007 года астрономы, работающие в рамках программы по поиску планет с помощью спектрографа HARPS, объявили об открытии планеты HD 219828 b в системе. По массе она сравнима с Нептуном, однако обращается она очень близко к родительской звезде (на расстоянии 0,045 а. е.), из-за чего верхние слои атмосферы планеты сильно нагреваются. Полный оборот вокруг звезды HD 219828 b совершает за 3,83 суток. Открытие было совершено методом Доплера.
В 2016 году в системе был обнаружен коричневый карлик HD 219828 c с массой 15,1 масс Юпитера. Он обращается по сильно вытянутой орбите с периодом 4791 суток, т.е. около 13 земных лет. В перицентре расстояние от карлика до родительской звезды равно 1,12 а.е., а в апоцентре — 10,31 а.е.